# Дикий Камень (остров)
Дикий Камень (фин. Satasilmä — Сто глаз) — российский остров в северо-восточной части Финского залива, административно подчинённый Выборгскому району Ленинградской области. Представляет собою группу скал высотою в 6 м, поросших хвойным лесом. Расположен между двумя островами большего размера — Козлиным и Малым Пограничным. Причём первый из них находится в 100 м к югу от Дикого Камня, а второй — в 200 м к северо-западу от него. В 1920 — 1940 гг. Сатасилмя принадлежал Финляндии.

## Топографические карты
- Лист карты P-35-127,128 Хамина. Масштаб: 1 : 100 000. Состояние местности на 1971 год. Издание 1974 г.